# Mobile Application Part
Mobile Application Part (MAP) es un protocolo SS7 que proporciona una capa de aplicación para varios de los nodos de las redes de núcleo móvil GSM y UMTS y de las redes de núcleo GPRS para comunicar con cada otro y así proporcionar servicios a usuarios de teléfono celular. MAP es el protocolo capa-aplicación utilizado para acceder al Registro de Ubicación de Casa, Registro de Ubicación de Visitante, Centro de Cambio Móvil, Registro de Identidad del Equipo, Centro de Autentificación, Centro de Servicio de Mensajes Cortos y Nodo Soporte de Servidores GPRS (SGSN).

## Facilidades que brinda
Las facilidades primarias proporcionadas por el MAPA son: 
- Servicios de movilidad: gestión de la ubicación  (requerido para roaming), autentificación, gestionar la información de suscripción de servicios, recuperación de fallos
- Operación y Mantenimiento: rastreo de abonado, recuperación del IMSI de un abonado
- Gestión de llamadas: enrutamiento, gestión de llamadas en itinerancia, comprobación de si un abonado está disponible para recibir llamadas
- Servicios suplementarios
- Servicio de Mensaje corto
- Protocolo de Datos por Paquete (PDP) para los servicios GPRS: proporciona información de enrutamiento para las conexiones GPRS
- Servicios de Administración de Servicio de ubicación: obtención de la ubicación del abonado

## Especificación publicada
Las especificaciones de Mobile Application Part eran originalmente definidas por la Asociación GSM, pero ahora son controlados por el ETSI/3GPP. MAP se define por dos normas diferentes, dependiendo del tipo de red móvil:
- MAP para GSM (antes de la Versión 4) se especifica por el 3GPP TS 09.02 (MAP v1, v2 MAP)
- MAP para UMTS ("3G") y GSM (Release 99 y posteriores) se especifica por 3GPP TS 29.002 (MAP v3)

En las redes celulares basadas en los estándares ANSI (en la actualidad CDMA2000, antiguamente AMPS, IS-136 y cdmaOne) desempeña el papel del MAP un protocolo similar suele llamarse IS-41 o ANSI-41 (ANSI MAP). Desde el año 2000 se mantiene por 3GPP2 como N.S0005 y desde 2004 se denomina 3GPP2 X.S0004.

## Implementación
MAP es una Transaction Capabilities Application Part (TCAP), y como tal puede ser transportado a través de protocolos SS7 "tradicionales" o sobre IP utilizando Transport Independent Signalling Connection Control Part  (TI-SCCP); o usando SIGTRAN.
Yate es una implementación de código abierto parcial de MAP.

## Señalización MAP
En redes de telefonía celulares móviles como GSM y UMTS se utiliza aplicación MAP SS7. Conexiones de voz son Circuit Switched (CS) y conexiones de datos con aplicaciones de conmutación de paquetes (PS).. 
Algunas de las interfaces de Conmutación de Circuitos de redes GSM/UMTS en el Centro de Cambiando Móvil (MSC) que son transportados sobre SS7 se incluyen a continuación:
- B -> VLR (usa MAP/B). La mayoría de MSC está asociado con un Registro de Ubicación de Visitante (VLR), siendo la B una interfaz "interna".
- C -> HLR (usa MAP/C) Mensajes entre MSC a HLR manejados por la Interfaz C
- D -> HLR (usa MAP/D) para fijar a la red CS y actualización de ubicación
- E -> MSC (usa MAP/E) para entrega inter-MSC
- F -> EIR (usa MAP/F) para control de identidad del equipo
- H -> SMS-G (usa MAP/H) para Servicio de Mensaje Corto (SMS) sobre CS
- Yo -> ME  (usa MAP/I) Mensajes entre MSC a ME manejado por la Interfaz I
- J -> SCF (usa MAP/J) Mensajes entre HLR a gsmSCF manejados por la Interfaz J

hay también varias interfaces GSM/UMTS PS en el Nodo de Soporte GPRS (SGSN) transportado sobre SS7:
- Gr -> HLR para fijar a la red PS y actualización de la ubicación
- Gd -> SMS-C para SMS sobre PS
- Gs -> MSC para combinar señalización CS+PS sobre PS
- Ge -> Cobrando para el cobro de prepago de Customised Applications for Mobile networks Enhanced Logic (CAMEL)
- Gf -> EIR para control de identidad de equipos